# Agência de Avaliação e Acreditação do Ensino Superior
A Agência de Avaliação e Acreditação do Ensino Superior (A3ES) é uma fundação de direito privado instituída pelo Estado Português com a missão de proceder à avaliação e à acreditação das instituições de ensino superior e dos seus ciclos de estudos, bem como desempenhar as funções inerentes à inserção de Portugal no sistema europeu de garantia da qualidade do ensino superior.
A agência foi criada pelo Decreto-Lei n.º 369/2007, de 5 de novembro, em execução do estabelecido no n.º 2 do artigo 11.º da Lei n.º 38/2007, de 16 de agosto (Regime jurídico da avaliação da qualidade do ensino superior).
A A3ES é membro da Associação Europeia de Agências de Garantia da Qualidade na Educação Superior (ENQA, European Association for Quality Assurance in Higher Education), é membro do Sistema Iberoamericano de Garantia da Qualidade da Educação Superior (SIACES, Sistema Iberoamericano de Aseguramiento de la Calidad de la Educación Superior), e está registada no Registo Europeu de Garantia da Qualidade na Educação Superior (EQAR, European Quality Assurance Register for Higher Education). É reconhecida pela Federação Mundial para Educação Médica (WFME, World Federation for Medical Education).

## Estrutura
O atual conselho de curadores da Agência foi nomeado pela Resolução do Conselho de Ministros n.º 71/2021 de 8 de junho, sendo constituído pelas seguintes individualidades:
- Professor Doutor António Bensabat Rendas, que preside;
- Professor Doutor António Augusto Magalhães da Cunha;
- Professora Doutora Cristina Robalo Cordeiro;
- Professora Doutora Maria Manuel Leitão Marques;
- Dr. Paulo Moita Macedo.

## Atividades

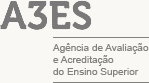
Logotipo da agência até finais de 2023.

A Agência, tendo em vista a concretização dos fins para que foi criada:
- Procede à avaliação e acreditação de instituições de ensino superior e dos seus ciclos de estudos;
- Realiza avaliações de natureza científica;
- Aconselha o Estado em matéria de garantia da qualidade do ensino superior em Portugal;
- Realiza os estudos e pareceres que lhe forem solicitados pelo Estado;
- Desempenha as funções inerentes à inserção de Portugal no sistema europeu de garantia da qualidade do ensino superior;
- Coordena as actividades de avaliação e de acreditação em Portugal com instituições e mecanismos de avaliação internacionais.[7]